# 拉贝热芒莱瑟尔
拉贝热芒莱瑟尔（法語：Labergement-lès-Seurre，法語發音：[labɛʁʒəmɑ̃ lɛ sœʁ]，意为“瑟尔附近的拉贝热芒”）是法国科多尔省的一个市镇，位于该省南部偏东，属于博讷区。

## 地理
拉贝热芒莱瑟尔（46°59'53"N, 5°5'33"E）面积28.83 平方千米，位于法国勃艮第-弗朗什-孔泰大區科多尔省，该省份为法国中东部省份，北起奥布省，西接涅夫勒省和约讷省，南至索恩-卢瓦尔省，东南接汝拉省，东临上索恩省，东北部与上马恩省接壤。
与拉贝热芒莱瑟尔接壤的市镇（或旧市镇、城区）包括：巴尼奥、希夫尔、索恩河畔普伊、瑟尔、特吕尼、科尔伯龙、科尔让古、雅朗日、蒙曼、帕洛。

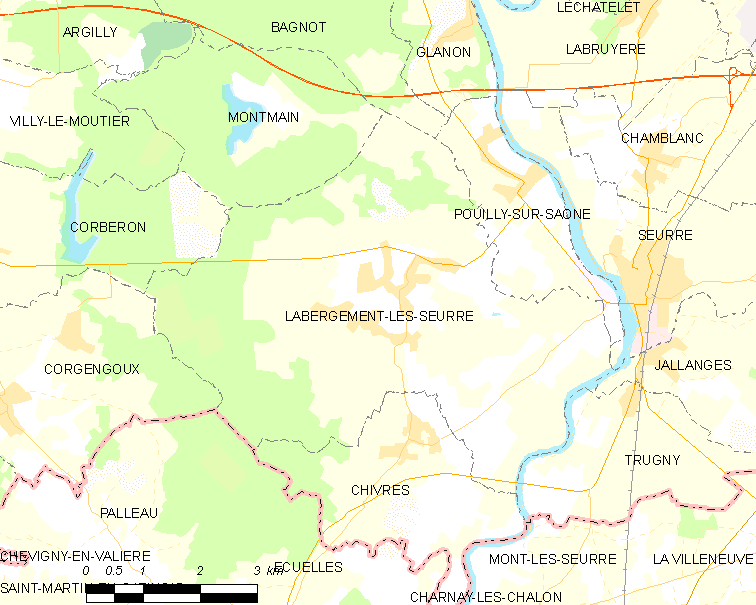
拉贝热芒莱瑟尔的OSM定位图

拉贝热芒莱瑟尔的时区为UTC+01:00、UTC+02:00（夏令时）。

## 行政
拉贝热芒莱瑟尔的邮政编码为21820，INSEE市镇编码为21332。

## 政治
拉贝热芒莱瑟尔所属的省级选区为布拉泽昂普莱讷县。

## 人口

1962-2008年间拉贝热芒莱瑟尔人口变化图示

拉贝热芒莱瑟尔于2022年1月1日时的人口数量为1012人。